# ایستگاه متروی پریویل
ایستگاه متروی پریویل (انگلیسی: Perivale tube station) یکی از ایستگاه‌های متروی لندن است.
این ایستگاه که در منطقه ایلینگ لندن قرار دارد در سال ۱۹۴۷ تأسیس شده و جزئی از خط مرکزی متروی لندن است.

## نگارخانه

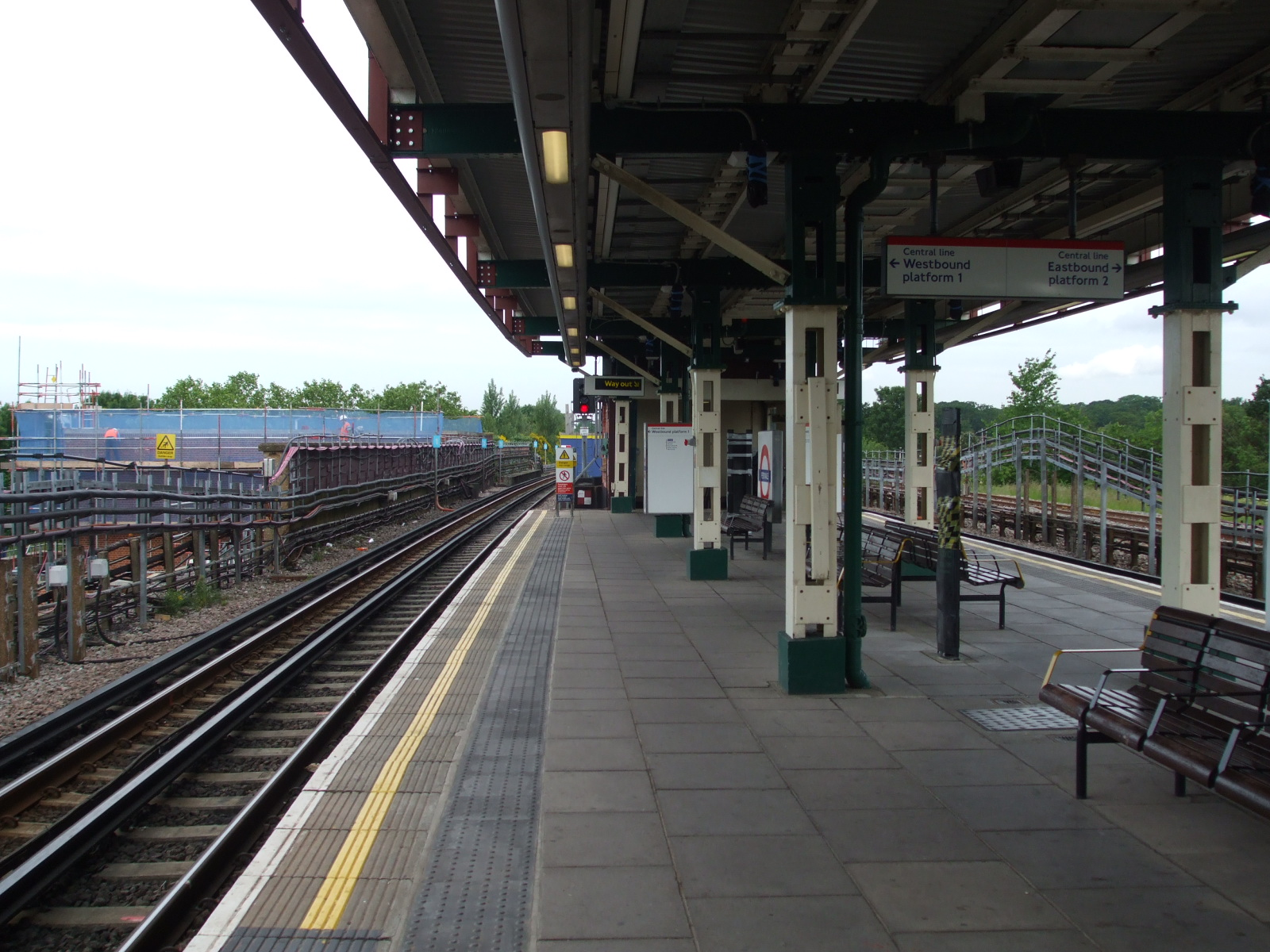
Island platform looking west, with some refurbishment work ongoing, June 2008.
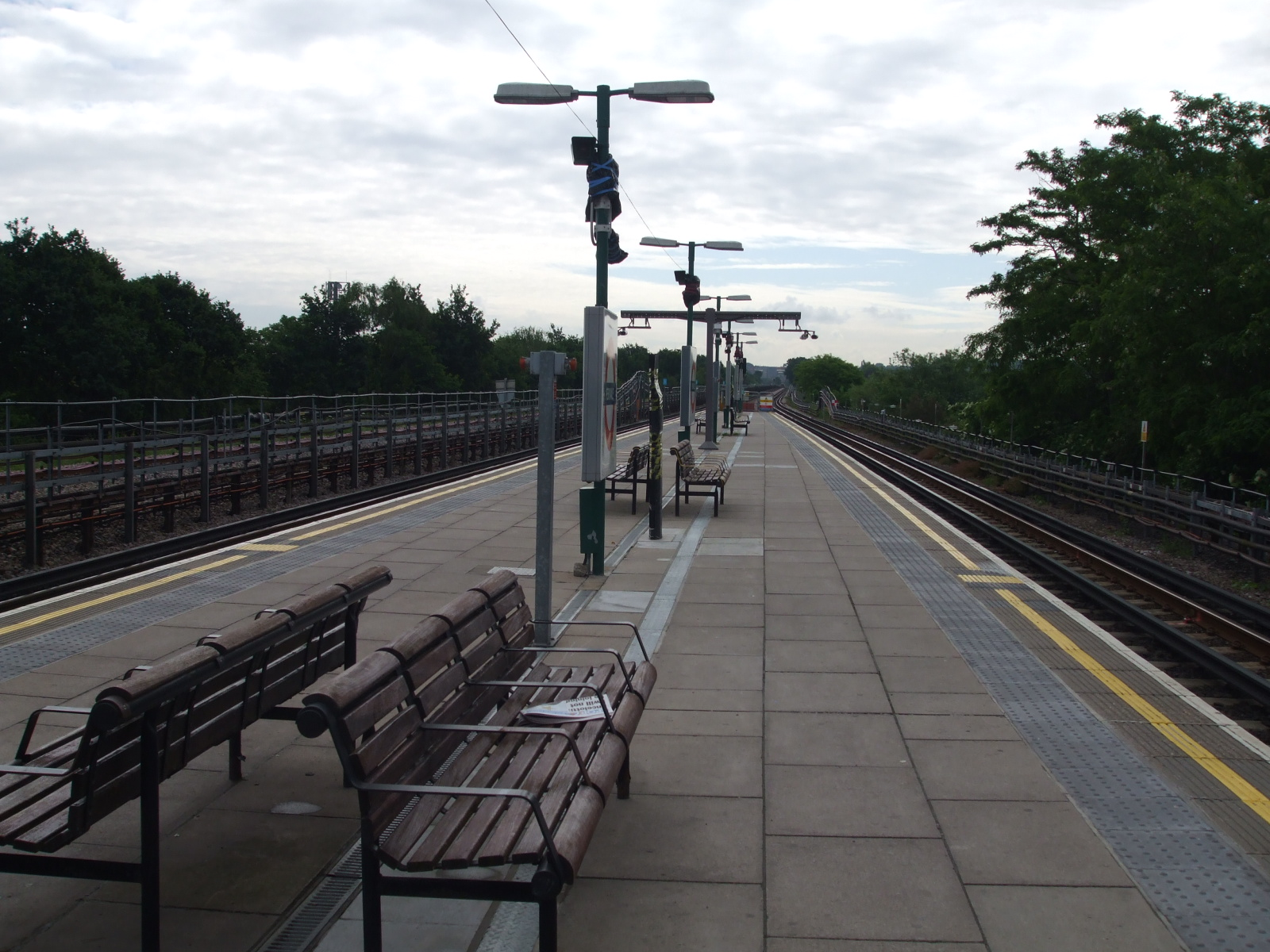
Island platform looking east, with former GWR tracks used mostly by freight on the extreme left.
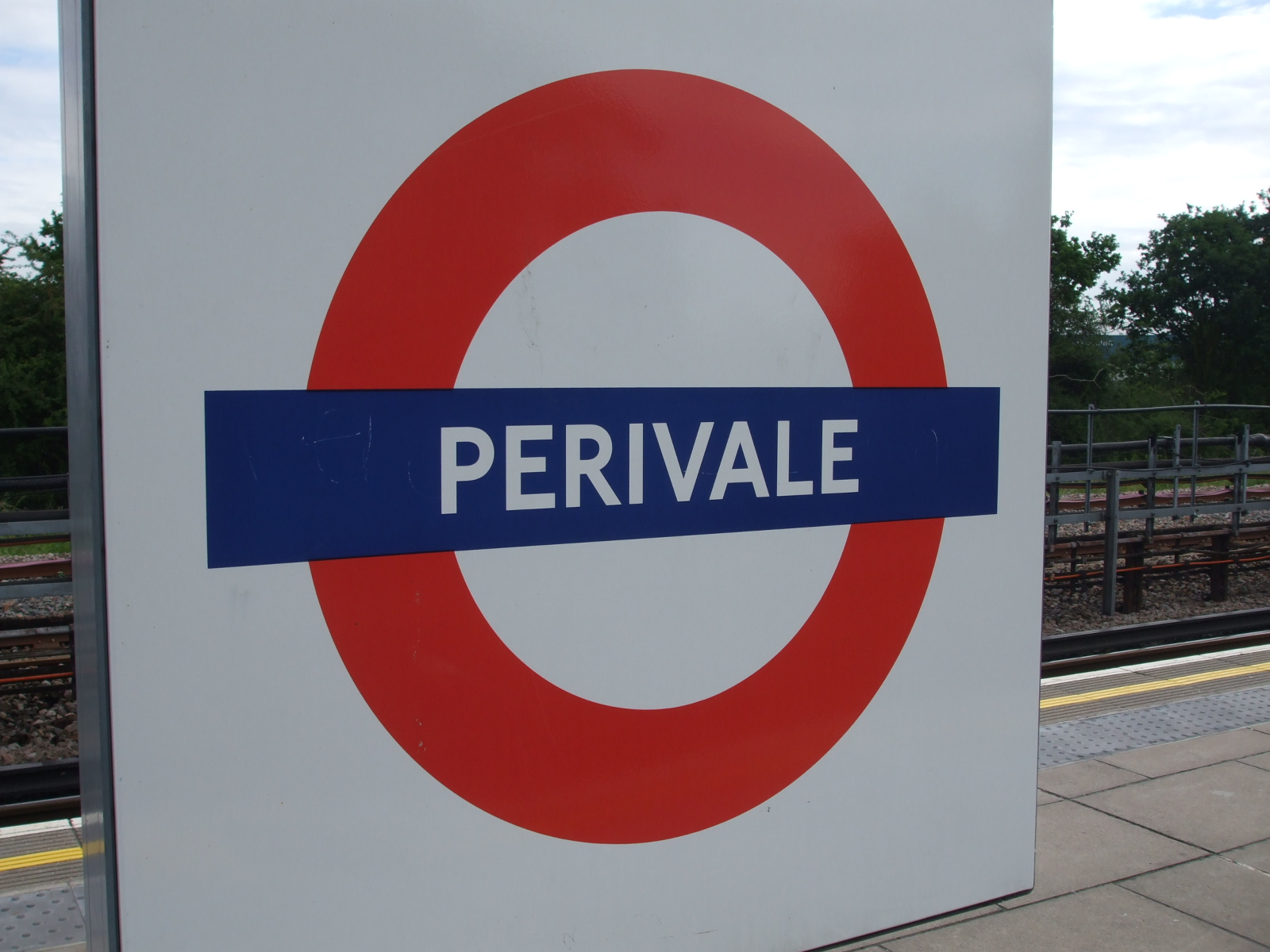
Roundel on westbound platform face.